# Nelson, Illinois
Nelson là một làng thuộc quận Lee, tiểu bang Illinois, Hoa Kỳ. Năm 2010, dân số của làng này là 170 người.

## Dân số
Dân số qua các năm:
- Năm 2000: 163 người.
- Năm 2010: 170 người.